# Koserow
Koserow é um município da Alemanha localizado no distrito de Vorpommern-Greifswald, estado de Mecklemburgo-Pomerânia Ocidental. Fica na ilha de Usedom.
Pertence ao Amt de Usedom-Süd.